# Salignac-de-Mirambeau
Salignac-de-Mirambeau is een gemeente in het Franse departement Charente-Maritime (regio Nouvelle-Aquitaine) en telt 154 inwoners (1999). De plaats maakt deel uit van het arrondissement Jonzac.

## Geografie
De oppervlakte van Salignac-de-Mirambeau bedraagt 7,5 km², de bevolkingsdichtheid is 20,5 inwoners per km².
De onderstaande kaart toont de ligging van Salignac-de-Mirambeau met de belangrijkste infrastructuur en aangrenzende gemeenten.

## Demografie
Onderstaande figuur toont het verloop van het inwonertal (bron: INSEE-tellingen).